# Gnosis
Gnosis (γνῶσις) is het Oudgriekse woord voor 'kennis'. Gnosis is de kern in de overtuiging van een aantal religies die zich in de eerste eeuwen na Chr. ontwikkelden. Het betreft het hermetisme, de gnostiek, het mandeïsme en het manicheïsme. In de Nederlandse literatuur worden religies die gnosis als kernbegrip hadden gezamenlijk weleens benoemd met het woord gnosticisme.
Gnosis is het verwerven van het inzicht in de oorsprong, huidige situatie en de bestemming van de mens. Die religies hadden verschillende wegen om tot dat inzicht te komen en ook binnen die religies waren er verschillende opvattingen. Het centrale thema was echter, dat de mens afkomstig is uit een goddelijke wereld en in zijn aardse situatie een goddelijke kern in zich heeft die afkomstig is uit die wereld. Die kern is verstrikt geraakt in de materie of in het kwaad in de stoffelijke wereld. Demonische krachten, soms ook geïnterpreteerd als hartstochten of het noodlot, trachten die kern gevangen te houden in zijn lichamelijk omhulsel. Wie de werkelijke situatie kent en dus ook weet heeft van zijn goddelijke kern en van de mogelijkheid tot terugkeer naar de goddelijke wereld heeft gnosis.

## In het platonisme
Een deel van de gnostische opvattingen werd in een andere context reeds veel eerder verwoord door Plato. In de ideeënleer wordt geformuleerd dat de ziel voor de geboorte in de Ideeënwereld aanwezig was en daar volmaakte kennis van de Ideeën heeft opgedaan. De ziel wenst ook terug te keren naar de goddelijke werkelijkheid. Dat is alleen mogelijk als er in de ziel een herinnering daaraan bewaard is gebleven. Een grote meerderheid van de zielen heeft echter maar weinig van de goddelijke wereld kunnen schouwen en dus ook maar weinig herinnering. De mens bezit evenwel het vermogen deze kennis weer op te roepen, zich weer te herinneren (Gr. anamnèsis = 'herinnering'). De terugkeer naar het schouwen van de goddelijke wereld is alleen mogelijk door het hanteren van het rationele element in de ziel. In de Staat zegt Plato dan ook dat alleen filosofen kennis hebben van de Ideeën, en dat we alleen in dit geval van eigenlijke gnosis kunnen spreken. De andere mensen hebben niet meer dan doxa (mening/opvatting). 
Er is dus een invloed van de Griekse filosofie op de gnostiek en het hermetisme, maar de gnostische en hermetische opvattingen over gnosis verschillen ook aanzienlijk daarvan. 

## Zelfkennis en godskennis
In het hermetisme en de gnostiek is gnosis een religieus weten. Dat is nauw verbonden met zelfkennis. Een gedeelde overtuiging van gnostische stromingen is dat de mens in een staat van onwetendheid leeft, uitgedrukt als 'slaap' of 'dronkenschap'. De aarde en omringende hemelsferen zijn een soort gevangenis waarin bijvoorbeeld kwade krachten werkzaam zijn, en die de menselijke geest (pneuma) vervreemdt van het goddelijke, dat buiten de kosmos staat. Daardoor vergeet de mens zijn goddelijke kern en plaats van oorsprong in het buitenkosmische goddelijke. De gnosis werkt dan als een ontwaking of herinnering. Wie de werkelijke situatie op aarde kent en zich bewust is van zijn goddelijke kern, kent zichzelf. Wie op die manier zichzelf kent, kent ook God en wie God kent, kent zichzelf. Gnosis is dus zowel zelfkennis als godskennis. Desondanks kan alleen een openbaring en handeling van God zelf verlossing uit de kosmos mogelijk maken. Verlossing is zowel in de gnostiek als het hermetisme niet het vergeven van zonden, maar het opheffen van onwetendheid. Onwetendheid is de oorspronkelijke zonde.
Dit element wordt zowel in hermetische als gnostische teksten vaak benadrukt. In het gnostische Boek van Thomas de Strijder wordt vermeld: Wie geen weet heeft van zichzelf weet niets, maar wie zichzelf kent heeft ook kennis verworven van de diepte van het Al.  
De Uittreksels uit Theodotus beschrijft vooral de opvattingen van het valentinianisme, in de late oudheid de meest verbreide en invloedrijke stroming binnen de gnostiek. De bekendste passage uit het werk is:
 Het is niet alleen de doop die ons bevrijdt, maar ook de gnosis van:
 wie wij waren, wat wij geworden zijn;
 waar wij waren, waar wij terecht zijn gekomen; 
 waar wij ons naar toe haasten; van wat wij verlost zijn;
 wat is geboorte; wat is wedergeboorte;.
In het elfde traktaat van het Corpus Hermeticum staat: 
 Als je jezelf niet aan God gelijk maakt, kun je je geen begrip van God vormen; want het gelijke wordt alleen door het gelijke gekend;
 Maak jezelf groter tot je beantwoordt aan Hem die onmetelijk groot is;
  Verhef je boven alles wat ruimtelijk is, stijg uit boven de tijdelijkheid en word een eeuwig Wezen, dan zul je God kennen; 
 Stel je voor, dat je alomtegenwoordig bent, in de aarde, in de zee, aan de hemel, voor je verblijf in de moederschoot, in de moederschoot, jong, oud, dood, in het hiernamaals;
 Als je je dat alles tegelijk bewust hebt gemaakt, tijden, plaatsen, dingen, kwaliteiten, kwantiteiten, dan kun je verstaan wat God is;.
In de Keulse Mani-Codex wordt de beslissende openbaring aan Mani (216-276) van zijn Gezel, zijn Hemelse Tweeling, verwoord met onder meer 
 Mijn Gezel onthulde mij vanwaar ik kom
 en wie ik ben en wat mijn lichaam is
 en hoe ik gekomen ben en hoe mijn komst in de wereld zich voltrok
 en wat mijn plaats is onder hen die bij uitstek het stempel der uitnemendheid dragen
 [….]
  Zo hoorde ik de onuitsprekelijke geheimenissen en gedachten
 en overvloedige ontfermingen van mijn Vader
 en ook over mij zelf, wie ik ben
 en wie toch wel de Gezel is, die onafscheidelijk van mij is
 [...]
 Hij toonde mij alles

## Verschillen en overeenkomsten
Het mandeïsme ontstond in Mesopotamië, heeft zich nooit buiten deze regio verspreid, en is altijd beperkt gebleven tot de mandaeërs. Het hermetisme en grote delen van de gnostiek ontstonden in Alexandrië, Egypte. Het hermetisme heeft zich altijd beperkt tot Egypte. De gnostiek heeft zich in de oudheid kunnen verspreiden in delen van Azië en Europa. Het manicheïsme ontwikkelde zich tot een wereldkerk. Vanaf begin vierde eeuw was het aanwezig in alle gebieden rondom de Middellandse Zee en vanaf de achtste  eeuw in Centraal-Azië en China.

### Invloeden
Er zijn auteurs op het vakgebied geweest die van opvatting waren, dat zowel gnostiek als hermetisme zich uit een andere religie ontwikkelde. Het beginpunt, de oorsprong van gnosis, zou dan een andere religie geweest moeten zijn. Gilles Quispel heeft heel zijn leven volgehouden dat de oorsprong van gnosis gezocht moet worden in het jodendom. Dat werd door anderen hevig bestreden. Andere auteurs waren van opvatting dat de oorsprong van gnosis in het platonisme lag. Sommige onderzoekers hebben de oorsprong van gnosis in het christendom gezocht. 
Er zijn ook auteurs die de vraag naar een oorsprong van gnosis zinloos achten. De grote variatie in opvattingen en verschijningsvormen zou het onmogelijk maken die vraag ooit adequaat te beantwoorden. In toenemende mate wordt gnosis in de kern dan ook  als een zelfstandig fenomeen beschreven. Groepen uit platonische, joodse en christelijke milieus voelden zich in de eerste eeuwen aangesproken door de kern van het begrip gnosis. De verschillende verschijningsvormen van en verhalen over gnosis zijn het gevolg van de invulling van het begrip in meerdere milieus. Zij weerspiegelen het intellectuele klimaat in hun ontstaansgebied. 
De discussie heeft wel scherper afgebakend welke invloeden van reeds bestaande religieuze bewegingen er geweest zijn op de religies die gnosis als hun kern hadden. 
In het mandeïsme ontbreekt iedere invloed van het platonisme en het christendom. Jezus wordt gezien als een valse messias. De meeste onderzoekers zien wel invloeden van joodse, niet-rabbinale baptistische groeperingen van voor de aanvang van de jaartelling op met name rituelen van de mandaeërs. In de tradities en de literatuur van de mandaeërs wordt hevig gepolemiseerd tegen het rabbinale en orthodoxe jodendom.
In de gnostiek is duidelijk invloed aanwezig van platonisme, jodendom en christendom. In het hermetisme ontbreekt iedere invloed van het christendom, maar zijn wel invloeden van jodendom en platonisme. Een eenentwintigste-eeuwse conclusie is, dat de invloed van de Egyptische religie op het hermetisme aanzienlijk groter was dan voorheen werd aangenomen. Teksten als de hermetische Asclepius vertonen een grote mate van continuïteit met de cultuur van faraonisch Egypte.
Tot in de twintigste eeuw werd het manicheïsme vooral als deel van de religieuze geschiedenis van Perzië gezien. De belangrijkste wortels van het manicheïsme zouden in het Perzische zoroastrisme liggen. De ontdekking van Koptische teksten in 1928 heeft tot een gewijzigd standpunt geleid. De wortels van het manicheïsme liggen in de eerste plaats in een gnostisch type christendom en de christelijke gnosis. Dat standpunt werd overtuigend  bevestigd door  de ontdekking van de Keulse Mani-codex in 1969. 

### Beelden van de goddelijke wereld
De hoogste God is zowel in het hermetisme als de gnostiek volledig transcendent. Deze god wordt vaak de Onkenbare, de Verborgene, de Ene genoemd, en is mannelijk noch vrouwelijk, persoonlijk noch onpersoonlijk. In beide religies waren ook de eerste mensen androgyn. Die God brengt zichzelf uit zichzelf voort en kan zich ontvouwen in andere goddelijke wezens. 
God kan feitelijk alleen maar beschreven worden in termen van negatieve theologie, dus door te benoemen wat hij niet is. Deze god is in daad boven het aardse verheven. De mens kan tot hem opstijgen, maar hij bemoeit zich nauwelijks met aardse aangelegenheden. 
Het mandeïsme en het manicheïsme kenmerken zich door een dualisme. Reeds bij de aanvang van het bestaan van de kosmos was er een Wereld van het Licht en een Wereld der Duisternis. In een eerste of oertijd bestaan in eeuwigheid twee van elkaar onafhankelijke en ongeschapen principes: het goede en het kwade. Het kwaad was al bij de oorsprong aanwezig. 
De meeste andere gnostische systemen kennen een vorm van monisme. In die systemen ligt de oorsprong van het kwaad in de goddelijke wereld zelf. In de mythologie wordt beschreven dat in het pleroma, de structuur en  verblijfplaats van de goddelijke wereld, een breuk plaatsvindt. Een van de goddelijke krachten, meestal Sophia, ook wel Pistis Sophia, wil uit zichzelf iets voortbrengen zonder de wetenschap van de hoogste god. Dat heeft een misgeboorte tot gevolg. Die wordt door Sophia buiten het pleroma gestoten. Het is de demiurg, vaak Jaldabaoth genaamd. In de gnostiek wordt die vereenzelvigd met JHWH, de Hebreeuwse God van het Oude Testament. Hij heeft veel kracht aan zijn moeder onttrokken en dat stelt hem in staat de wereld en de mens te scheppen. De goddelijke wereld is echter in staat de mens te bezielen met een goddelijke vonk. De demiurg en zijn handlangers trachten die vonk gevangen te houden in zijn lichamelijk omhulsel. 
Ook in het hermetisme heeft de wereld aanzienlijke tekortkomingen. Over het algemeen is het echter positiever over de kosmos dan de gnostiek. De opvatting van een boosaardige demiurg die opzettelijk een wereld van kwaad schept volgens sommige gnostische stromingen ontbreekt in het hermetisme. Meer in het algemeen ontbreekt in het hermetisme ook de vormgeving van opvattingen door uitgebreide mythologische verhalen, die de gnostiek kenmerkt. Tevens kent het de opvatting dat de hele wereld vervuld is met de aanwezigheid van God. Hoewel zelf onzichtbaar, wordt hij zichtbaar door zijn schepping. 
De hermetici zochten het kwaad meer in het niet kunnen bedwingen van driften en hartstochten. Over het algemeen hadden hermetici, zij het in mindere mate dan de gnostici, een negatieve waardering van het lichaam. Dat leidde echter niet tot het bepleiten van de rigoureuze vormen van ascese en afwijzen van seksualiteit en voortplanting zoals bij sommige gnostische stromingen.

## Verwerving van gnosis
Het verwerven van gnosis was niet voor iedereen bereikbaar. Het was beperkt tot diegenen, die dat waardig zijn. Het was deels esoterische kennis waarvan de kern geheim diende te worden gehouden. Zowel hermetisme als gnostiek waren onderdeel van het geestelijk klimaat van de laat-antieke wereld, waarin magie een belangrijk element vormde. Magische formules en theurgische riten spelen in de teksten een belangrijke rol. Theurgie, zoals in de Chaldeïsche orakelen, is een vorm van magie waarbij het gaat om bezwering ofwel het beheersen en aanwenden van het goddelijke ten bate van de mens. Het kennen van de magische namen van de goddelijke krachten is essentieel om op te kunnen stijgen naar de goddelijke wereld en verlossing te krijgen. In de teksten wordt ook vaak aangedrongen op strikte geheimhouding daarvan. 
In de gnostiek wordt gnosis verworven door openbaring van een Verlosser. Dat kan Jezus Christus zijn. In de stroming van het sethianisme is dat Seth, en er zijn gnostische teksten waar dit weer een ander is. Als Christus wel de verlosser is, wordt vrijwel altijd het standpunt uitgedragen, dat de goddelijke Christus het lichaam van Jezus voor de feitelijke kruisiging verlaten heeft. Op die wijze wordt de kruisiging als een nederlaag voor de demiurg voorgesteld. 
In het manicheïsme worden mensen gevangen gehouden in een wereld die bestaat uit zowel duisternis als licht. Mensen moeten zich bevrijden uit die duisternis. Die verlossing is niet mogelijk door geloof of goddelijke genade, maar  door openbaring en een levensstijl, versterving en afwijzing van het lichamelijke, dat mensen ontvankelijk maakt voor het ontvangen van gnosis.  
In het hermetisme gaat het om de kennis en de eenwording met God. De mens is zowel aards en sterfelijk als goddelijk en onsterfelijk. De hermeticus kon God voor een deel leren kennen door het schouwen van de kosmos. Gnosis wordt ontvangen als gevolg van een proces van steeds verder voortschrijdende innerlijke verlichting. In de teksten wordt dat bijvoorbeeld beschreven als het verstand dat bestraald wordt door het goddelijk licht. Een tekst als de Inwijding in de achtste en negende sfeer beschrijft dat als een extatische religieuze ervaring.